# Paralimnophila rieki
Paralimnophila rieki là một loài ruồi trong họ Limoniidae. Chúng phân bố ở miền Australasia.